# 皇家特許測量師學會
皇家特許測量師學會（英語：Royal Institution of Chartered Surveyors，縮寫「RICS」），成立於1868年，是一家以英國為基地、規管英國在內多個國家皇家特許測量師學會會員的獨立專業團體。RICS主要的測量專業範疇涵蓋土地和房地產等多方面的固定資產，並負責提供測量學方面的教育、制定相關的培訓標準，向不同政府和商業機構提供專業意見，以及透過制定嚴謹的守則保障消費者。所有RICS會員都是特許測量師，並可在姓名後加上英文縮寫「MRICS」以標示其相關資歷。